# Rodolfo Martín Arruabarrena
Rodolfo Martín Arruabarrena (né le 20 juillet 1975 à Buenos Aires) est un footballeur international argentin évoluant au poste de défenseur et reconverti entraîneur.

## Carrière joueur

### En sélection nationale
| Argentine | Argentine   | Argentine |
| Année     | Apparitions | Buts      |
| --------- | ----------- | --------- |
| 1994      | 2           | 0         |
| 1995      | 1           | 0         |
| 1996      | 0           | 0         |
| 1997      | 0           | 0         |
| 1998      | 0           | 0         |
| 1999      | 0           | 0         |
| 2000      | 1           | 0         |
| 2001      | 0           | 0         |
| 2002      | 0           | 0         |
| 2003      | 0           | 0         |
| 2004      | 0           | 0         |
| 2005      | 0           | 0         |
| 2006      | 1           | 0         |
| Total     | 5           | 0         |

## Palmarès joueur

### Boca Juniors
- Championnat d'Argentine (2) : 1998, 1999
- Copa de Oro : 1993
- Copa Libertadores : 2000

### Villarreal
- Coupe Intertoto (2) : 2003, 2004[1],[2]

### Universidad Católica
- Championnat du Chili : 2010

## Palmarès d'entraîneur

### Boca Juniors
- Championnat d'Argentine : 2015
- Coupe d'Argentine : 2015

### Al-Rayyan
- Coupe Sheikh Jassem du Qatar : 2018

### Shabab Al-Ahli
- Championnat des Émirats arabes unis : vice-champion en 2018-2019
- Coupe de la Ligue des Émirats arabes unis : 2019
- Coupe des Émirats arabes unis : 2019